# Monopol
Monopolul reprezintă capacitatea unei entități de a decide, în mod majoritar, asupra altei entități, posibil contrar tendințelor entropice normale.
Monopolul înseamnă dominația într-un domeniu, într-una sau mai multe ramuri economice. Preț de monopol = preț pe care-l impune firma de monopol pentru a obține profit. 

## Definiții
- Monopolul presupune referirea la o zonă geografică. Puterea de piață a monopolului poate fi maximă din considerentul că firma de monopol stabilește prețul produsului, iar acesta este un preț, cu siguranță, mai mare.
- Caracterizat prin oferta pentru un produs, monopolul este dominația unei singure firme, care se numește monopolist sau firmă de monopol.
- Produsul se numește produs de monopol.
- Monopolul este opus concurenței (nu există concurență fiindcă nu există concurenți, nu există concurenți fiindcă există monopol pe piața respectivă). Există totuși anumite forme de concurență care fac ca firmele de monopol să practice o politică moderată de preț și să nu exploateze la maxim situația de monopol.

## Caracteristici
Un monopol are următoarele caracteristici:
- Maximizatorul profitului: maximizează profiturile.
- Producător de prețuri: decide prețul bunului sau produsului care urmează să fie vândut, dar o face prin determinarea cantității pentru a cere prețul dorit de firmă.
- Bariere mari la intrare: Alți vânzători nu pot intra pe piața monopolului.
- Vânzător unic: într-un monopol, există un singur vânzător al bunului, care produce toată producția. Prin urmare, întreaga piață este deservită de o singură companie, iar în scopuri practice, compania este aceeași cu industria.
- Discriminarea prețurilor: un monopolist poate modifica prețul sau cantitatea produsului. Vând cantități mai mari la un preț mai mic pe o piață foarte elastică și vând cantități mai mici la un preț mai mare pe o piață mai puțin elastică.

## Concurență indirectă
Dacă produsul de monopol nu este cerut pe piață, atunci vânzarea este nulă și puterea de monopol este nulă.
Mai există biroul de invenții unde ies tot felul de produse noi; acestea aparțin celui care le-a creat, deci acea persoană sau firmă, deține monopol asupra acelui produs. Însă există multe firme care inventează produse noi ori servicii și nu toate acestea ajung pe piață, ramânând la stadiu de prototip, sau în alt caz reușesc să le producă, dar în serii mici, asfel încât în aceste cazuri monopolul nu se poate exprima pe piață.
A avea monopol asupra unei piețe nu înseamnă succes asigurat, fiindcă trebuie să existe și cerere pe acea piață pentru respectivul produs sau serviciu monopolist.
Pentru ca o firmă de monopol să aibă cu adevărat putere monopolistă, aceasta nu trebuie să aibă în preajma ei alte firme substituiente, care să vândă produse ori servicii asemănătoare ori substituibile.
În analiza monopolului se ține cont și de elasticitatea prețului unui produs de monopol, în raport cu un alt produs substituibil acestuia. De exemplu nu ar trebui exagerat prețul unui produs de monopol, dacă mai există un alt produs substituibil acestuia, care este mult mai ieftin.

## Concurență potențială
Se numește concurență potențială pentru că există anumite firme care ar putea considera că prețul unui produs de monopol este prea mare pe acea piață și ar putea să pătrundă pe acea piață cu un produs asemănător, substituibil, cu un preț mult mai mic prin care să atragă cererea pentru acel produs (clientela) și astfel puterea de piață a monopolului să fie pusă în pericol.
Aceste forme de abordare fac să dispară ori să deterioreze puterea monopolului pe o anumită piață a unui anumit produs, sau serviciu. Aceste noi firme încearcă să servească piața cât mai bine, iar câștigător iese în final consumatorul și firma nou apărută care va deține puterea de cumpărare a acestui consumator, date fiind prețurile mai mici față de firma monopolistă.

## Instituții de control
În România, organismul însărcinat cu controlul practicilor anti-concurențiale se numește Consiliul Concurenței. O instituție similară există și în Republica Moldova.
Legea românească nu interzice și nu condamnă poziția dominantă, ci abuzul de poziție dominantă.
În Germania, autoritatea însărcinată cu lupta împotriva înțelegerilor de cartel se numește Bundeskartellamt.